# Sloveens voetbalelftal in 1998
Het Sloveens voetbalelftal speelde in totaal negen interlands in het jaar 1998, waaronder drie duels in de kwalificatiereeks voor het EK voetbal 2000 in België en Nederland. De ploeg stond onder leiding van bondscoach Bojan Prašnikar, de opvolger van de eind 1997 opgestapte Zdenko Verdenik. Hij moest halverwege het jaar plaatsmaken voor oud-international Srečko Katanec. Op de in 1993 geïntroduceerde FIFA-wereldranglijst zakte Slovenië in 1998 van de 86ste (februari 1998) naar de 88ste plaats (december 1998).

## Balans
| Wedstrijden | Wedstrijden | Wedstrijden | Wedstrijden | Doelpunten | Doelpunten | Doelpunten | Punten |
| Gespeeld    | Winst       | Gelijk      | Verlies     | Voor       | Tegen      | Saldo      | Punten |
| ----------- | ----------- | ----------- | ----------- | ---------- | ---------- | ---------- | ------ |
| 9           | 2           | 2           | 5           | 10         | 15         | –5         | 0.667  |

## Interlands
|                                                      |                                             |       |                                                                 |                                                                                            |
| 5 februari Vriendschappelijk № 37 «onderlinge duels» | IJsland                                     | 2 – 3 | Slovenië                                                        | Tsirion Athletic Center, Limassol Toeschouwers: 200 Scheidsrechter: Kostas Kapitanis (CYP) |
| 5 februari Vriendschappelijk № 37 «onderlinge duels» | Ríkharður Daðason 39' Bjarni Guðjónsson 87' |       | 36' Zlatko Zahovič 65' (pen.) Zlatko Zahovič 67' Andrej Poljšak | Tsirion Athletic Center, Limassol Toeschouwers: 200 Scheidsrechter: Kostas Kapitanis (CYP) |

|                                                      |                      |       |                    |                                                                                                 |
| 6 februari Vriendschappelijk № 38 «onderlinge duels» | Slowakije            | 1 – 1 | Slovenië           | Tsirion Athletic Center, Limassol Toeschouwers: 300 Scheidsrechter: Giannakis Kiprianidis (CYP) |
| 6 februari Vriendschappelijk № 38 «onderlinge duels» | Ľubomír Moravčík 74' |       | 72' Zlatko Zahovič | Tsirion Athletic Center, Limassol Toeschouwers: 300 Scheidsrechter: Giannakis Kiprianidis (CYP) |

|                                                      |                   |       |          |                                                                                            |
| 9 februari Vriendschappelijk № 39 «onderlinge duels» | Cyprus            | 1 – 0 | Slovenië | Tsirion Athletic Center, Limassol Toeschouwers: 400 Scheidsrechter: Andreas Georgiou (CYP) |
| 9 februari Vriendschappelijk № 39 «onderlinge duels» | Kostas Kaiafas 8' |       |          | Tsirion Athletic Center, Limassol Toeschouwers: 400 Scheidsrechter: Andreas Georgiou (CYP) |

|                                                    |                                        |       |          |                                                                                              |
| 25 maart Vriendschappelijk № 40 «onderlinge duels» | Polen                                  | 2 – 0 | Slovenië | Stadion Wojska Polskiego, Warschau Toeschouwers: 6.000 Scheidsrechter: Vasyl Melnychuk (UKR) |
| 25 maart Vriendschappelijk № 40 «onderlinge duels» | Wojciech Kowalczyk 37' Tomasz Iwan 55' |       |          | Stadion Wojska Polskiego, Warschau Toeschouwers: 6.000 Scheidsrechter: Vasyl Melnychuk (UKR) |

|                                                    |                     |       |                                                       |                                                                                             |
| 22 april Vriendschappelijk № 41 «onderlinge duels» | Slovenië            | 1 – 3 | Tsjechië                                              | Stadion Fazanerija, Murska Sobota Toeschouwers: 2.500 Scheidsrechter: Robert Sedlacek (AUT) |
| 22 april Vriendschappelijk № 41 «onderlinge duels» | Spasoje Bulajič 23' |       | 26' Vladimír Šmicer 58' Martin Lukeš 60' Martin Lukeš | Stadion Fazanerija, Murska Sobota Toeschouwers: 2.500 Scheidsrechter: Robert Sedlacek (AUT) |

|                                                       |                                         |       |                        |                                                                                             |
| 19 augustus Vriendschappelijk № 42 «onderlinge duels» | Hongarije                               | 2 – 1 | Slovenië               | ZTE Stadion, Zalaegerszeg Toeschouwers: 12.000 Scheidsrechter: Manfred Schüttengruber (AUT) |
| 19 augustus Vriendschappelijk № 42 «onderlinge duels» | Tibor Dombi 69' Vilmos Sebők 85' (pen.) |       | 90+1' Milenko Ačimovič | ZTE Stadion, Zalaegerszeg Toeschouwers: 12.000 Scheidsrechter: Manfred Schüttengruber (AUT) |

|                                                             |                                                |       |                                       |                                                                                          |
| 6 september EK-kwalificatie groep 2 № 43 «onderlinge duels» | Griekenland                                    | 2 – 2 | Slovenië                              | Olympisch Stadion, Athene Toeschouwers: 40.000 Scheidsrechter: Alfredo Trentalange (ITA) |
| 6 september EK-kwalificatie groep 2 № 43 «onderlinge duels» | Nikos Machlas 55' (pen.) Kostas Fratzeskos 58' |       | 18' Zlatko Zahovič 72' Zlatko Zahovič | Olympisch Stadion, Athene Toeschouwers: 40.000 Scheidsrechter: Alfredo Trentalange (ITA) |

|                                                            |                    |       |                                      |                                                                                          |
| 10 oktober EK-kwalificatie groep 2 № 44 «onderlinge duels» | Slovenië           | 1 – 2 | Noorwegen                            | Bežigrad Stadion, Ljubljana Toeschouwers: 7.000 Scheidsrechter: Andreas Schluchter (SUI) |
| 10 oktober EK-kwalificatie groep 2 № 44 «onderlinge duels» | Zlatko Zahovič 24' |       | 45' Tore André Flo 80' Kjetil Rekdal | Bežigrad Stadion, Ljubljana Toeschouwers: 7.000 Scheidsrechter: Andreas Schluchter (SUI) |

|                                                            |                 |       |         |                                                                                          |
| 14 oktober EK-kwalificatie groep 2 № 45 «onderlinge duels» | Slovenië        | 1 – 0 | Letland | Ljudski vrt Stadion, Maribor Toeschouwers: 8.000 Scheidsrechter: Karen Nalbandiyan (ARM) |
| 14 oktober EK-kwalificatie groep 2 № 45 «onderlinge duels» | Sašo Udovič 85' |       |         | Ljudski vrt Stadion, Maribor Toeschouwers: 8.000 Scheidsrechter: Karen Nalbandiyan (ARM) |

## FIFA-wereldranglijst
| JAN | FEB | MAR | APR | MEI | JUN | JUL | AUG | SEP | OKT | NOV | DEC |
| --- | --- | --- | --- | --- | --- | --- | --- | --- | --- | --- | --- |
|     | 86  | 86  | 96  | 94  |     | 93  | 95  | 91  | 84  | 84  | 88  |

## Statistieken
| Marko Simeunovič    | 1967-12-06 | Şekerspor           | 7 | 0 | 0 | 15 | 0  |
| Boško Boškovič      | 1969-01-12 | SC Freiburg         | 2 | 2 | 0 | 27 | 0  |
| Mladen Dabanovič    | 1971-09-13 | NK Rudar Velenje    | 0 | 1 | 0 | 1  | 0  |
| Verdediging         |            |                     |   |   |   |    |    |
| Marinko Galič       | 1970-04-22 | Maribor Teatanic    | 7 | 1 | 0 | 34 | 0  |
| Džoni Novak         | 1969-09-04 | Le Havre AC         | 7 | 0 | 0 | 35 | 2  |
| Darko Milanič       | 1967-12-18 | Sturm Graz          | 6 | 0 | 0 | 30 | 0  |
| Aleksander Knavs    | 1975-12-05 | Tirol Innsbruck     | 5 | 4 | 0 | 9  | 0  |
| Robert Englaro      | 1969-08-28 | Atalanta Bergamo    | 4 | 2 | 0 | 35 | 0  |
| Andrej Poljšak      | 1968-06-24 | Primorje Ajdovščina | 3 | 2 | 1 | 15 | 1  |
| Aleš Križan         | 1971-07-25 | Barnsley FC         | 3 | 0 | 0 | 24 | 0  |
| Spasoje Bulajič     | 1975-11-24 | 1. FC Köln          | 1 | 1 | 1 | 2  | 1  |
| Željko Milinovič    | 1969-10-12 | LASK Linz           | 0 | 2 | 0 | 3  | 0  |
| Marjan Dominko      | 1969-09-03 | Mura Murska Sobota  | 0 | 1 | 0 | 1  | 0  |
| Middenveld          |            |                     |   |   |   |    |    |
| Zlatko Zahovič      | 1971-02-01 | FC Porto            | 9 | 0 | 6 | 31 | 12 |
| Miran Pavlin        | 1971-10-08 | SC Freiburg         | 8 | 0 | 0 | 9  | 0  |
| Aleš Čeh            | 1968-04-07 | Grazer AK           | 6 | 1 | 0 | 34 | 1  |
| Rudi Istenič        | 1971-01-10 | Fortuna Düsseldorf  | 4 | 2 | 0 | 9  | 0  |
| Alfred Jermaniš     | 1967-01-21 | Korotan Prevalje    | 4 | 1 | 0 | 29 | 1  |
| Igor Benedejčič     | 1969-07-28 | Korotan Prevalje    | 2 | 1 | 0 | 8  | 1  |
| Milenko Ačimovič    | 1977-02-15 | Rode Ster Belgrado  | 0 | 5 | 1 | 5  | 1  |
| Amir Karič          | 1973-12-31 | Maribor Teatanic    | 0 | 3 | 0 | 11 | 1  |
| Danijel Brezič      | 1976-02-15 | NK Rudar Velenje    | 0 | 1 | 0 | 1  | 0  |
| Željko Mitrakovič   | 1972-12-30 | HIT Nova Gorica     | 0 | 1 | 0 | 1  | 0  |
| Zoran Pavlovič      | 1976-06-27 | NK Rudar Velenje    | 0 | 1 | 0 | 1  | 0  |
| Simon Sešlar        | 1974-04-05 | SSV Ulm 1846        | 0 | 1 | 0 | 6  | 0  |
| Anton Žlogar        | 1977-11-24 | HIT Nova Gorica     | 0 | 1 | 0 | 1  | 0  |
| Aanval              |            |                     |   |   |   |    |    |
| Mladen Rudonja      | 1971-07-26 | Sint-Truidense VV   | 6 | 3 | 0 | 21 | 0  |
| Ermin Šiljak        | 1973-05-11 | Servette            | 5 | 1 | 0 | 19 | 4  |
| Sašo Udovič         | 1968-12-12 | Lausanne Sports     | 4 | 0 | 1 | 21 | 11 |
| Milan Osterc        | 1975-07-04 | Hércules CF         | 3 | 0 | 0 | 5  | 0  |
| Aljoša Sivko        | 1977-01-18 | NK Rudar Velenje    | 1 | 1 | 0 | 2  | 0  |
| Sebastjan Cimirotič | 1974-09-14 | Hapoel Tel Aviv     | 1 | 0 | 0 | 1  | 0  |
| Patrik Ipavec       | 1977-07-13 | Olimpija Ljubljana  | 0 | 2 | 0 | 2  | 0  |
| Primož Gliha        | 1967-10-08 | Olimpija Ljubljana  | 0 | 1 | 0 | 28 | 10 |

NZS · A-internationals · Bondscoaches · Selecties · Statistieken · Sloveens vrouwenelftal · Olympisch elftal · Slovenië U21 · Slovenië U20 · Slovenië U19 · Slovenië U18 · Slovenië U17 · Slovenië U16
1991 – 1999 ·
2000 – 2009 ·
2010 – 2019 ·
2020 − 2029
EK's: 1996 · 
2000 · 
2004 · 
2008 · 
2012 · 
2016 · 
2020 · 
2024
WK's: 1998 · 
2002 · 
2006 · 
2010 · 
2014 · 
2018 ·
2022
1991 · 
1992 · 
1993 · 
1994 · 
1995 · 
1996 · 
1997 · 
1998 · 
1999 · 
2000 · 
2001 · 
2002 · 
2003 · 
2004 · 
2005 · 
2006 · 
2007 · 
2008 · 
2009 · 
2010 · 
2011 · 
2012 · 
2013 · 
2014 · 
2015 · 
2016 · 
2017 · 
2018 ·
2019 ·
2020 ·
2021 ·
2022 ·
2023 ·
2024
Albanië ·
Algerije ·
Argentinië ·
Armenië ·
Australië ·
Azerbeidzjan ·
België ·
Bosnië en Herzegovina ·
Bulgarije ·
Canada ·
China ·
Colombia ·
Cyprus ·
Denemarken ·
Duitsland ·
Engeland ·
Estland ·
Faeröer ·
 Finland ·
Frankrijk ·
Georgië ·
Ghana ·
Gibraltar ·
Griekenland ·
Honduras ·
Hongarije ·
IJsland ·
Israël ·
Italië ·
Ivoorkust ·
Joegoslavië ·
Kazachstan ·
Kosovo ·
Kroatië ·
Letland ·
Litouwen ·
Luxemburg ·
Malta ·
Mexico ·
Moldavië ·
Montenegro ·
Nederland ·
Nieuw-Zeeland ·
Noord-Ierland ·
Noord-Macedonië ·
Noorwegen ·
Oekraïne ·
Oman ·
Oostenrijk ·
Paraguay ·
Polen ·
Portugal ·
Qatar ·
Roemenië ·
Rusland ·
San Marino ·
Saoedi-Arabië ·
Schotland ·
Servië ·
Servië en Montenegro ·
Slowakije ·
Spanje ·
Trinidad en Tobago ·
Tsjechië ·
Tunesië ·
Turkije · 
Uruguay ·
Verenigde Arabische Emiraten ·
Verenigde Staten ·
Wales ·
Wit-Rusland ·
Zuid-Afrika ·
Zweden ·
Zwitserland
Algerije (2010) · 
Engeland (2010) · 
Paraguay (2002) · 
Spanje (2002) · 
Verenigde Staten (2010) · 
Zuid-Afrika (2002)